# 2001 (альбом Tokio Hotel)
2001 — седьмой студийный альбом немецкой группы Tokio Hotel. Он был выпущен по всему миру 18 ноября 2022 года. Название альбома, обложка и трек-лист были раскрыты в прямом эфире YouTube Premium 19 июля 2022 года. 2001 — первый студийный альбом группы за более чем пять лет, после Dream Machine (2017), что ознаменовало самый большой перерыв между двумя студийными альбомами Tokio Hotel.

## Запись альбома
Фронтмен Билл Каулитц в своем заявлении вспомнил, что локдаун дал группе время снова проявить творческие способности друг к другу: «Впервые за долгое время у нас возникло такое же чувство, как тогда, более 20 лет назад», — говорит Каулитц о сессиях звукозаписи.
Это также объясняет название нового альбома: «2001» — это отсылка к году, когда группа впервые собралась и основала свой коллектив. По словам Каулитца, «с одной стороны, альбом возвращается к истокам, но также сочетает в себе все грани Tokio Hotel последних двух десятилетий».

## Название альбома
Название альбома «2001» отсылает к году, когда группа впервые встретилась.

## Продвижение
Ещё до анонса альбома в 2019 году группа выпустила синглы «Melancholic Paradise», «When It Rains It Pours» и «Chateau», которые, несмотря на то, что не вошли в альбом, послужили промосинглами для седьмого альбома. Четвёртый сингл, «Berlin», наряду с тремя вышеупомянутыми синглами, был исполнен во время тура Melancholic Paradise Tour 2019 перед релизом песни в 2020 году.

## Критика
Отзывы критиков об альбоме были неоднозначными. Издание Take To News раскритиковало альбом, заявив: «Кажется, Tokio Hotel сдались». Однако журнал Frontstage Magazine похвалил альбом, назвав его «супертанцевальным и невероятно завораживающим».

## Список композиций
| №                   | Название                               | Автор(ы)                                                                                      | Producer(s)                                     | Длительность |
| ------------------- | -------------------------------------- | --------------------------------------------------------------------------------------------- | ----------------------------------------------- | ------------ |
| 1.                  | «Durch den Monsun 2020»                | Peter Hoffman David Jost Dave Roth Patrick Benzner Bill Kaulitz Tom Kaulitz                   |                                                 | 3:55         |
| 2.                  | «Him»                                  | Antonina Armato Tim James B. Kaulitz T. Kaulitz                                               | Rock Mafia Steve Hammons                        | 3:35         |
| 3.                  | «White Lies» (VIZE x Tokio Hotel)      | B. Kaulitz T. Kaulitz Vitali Zestovskih Mark Becker Leonie Burger Claudio Marselli            | T. Kaulitz Zestovskih Becker                    | 3:04         |
| 4.                  | «Ain’t Happy»                          | B. Kaulitz T. Kaulitz                                                                         |                                                 | 3:27         |
| 5.                  | «Just a Moment» (featuring VVAVES)     | B. Kaulitz T. Kaulitz Emma Sophia Rosen                                                       |                                                 | 3:03         |
| 6.                  | «Hungover You»                         | B. Kaulitz T. Kaulitz                                                                         |                                                 | 3:33         |
| 7.                  | «Smells Like Summer» (featuring Ásdís) | Alexander Zuckowski B. Kaulitz T. Kaulitz Daniel Flamm Ásdís María Víðarsdóttir               |                                                 | 3:04         |
| 8.                  | «Happy People» (featuring Daði Freyr)  | Robin Grubert B. Kaulitz T. Kaulitz Joe Walter Pascal Kalli Reinhardt Daði Freyr Víðarsdóttir | T. Kaulitz Reinhardt                            | 3:00         |
| 9.                  | «Here Comes the Night»                 | T. Kaulitz B. Kaulitz Sophie Alexandra Tweed-Simmons                                          |                                                 | 3:05         |
| 10.                 | «Dreamer»                              | B. Kaulitz T. Kaulitz Víðarsdóttir                                                            |                                                 | 3:16         |
| 11.                 | «Runaway»                              | B. Kaulitz T. Kaulitz                                                                         |                                                 | 3:31         |
| 12.                 | «When We Were Younger»                 | B. Kaulitz T. Kaulitz Tobias Kuhn                                                             | Henrik Menzel T. Kaulitz Kuhn Peter Jem Seifert | 2:40         |
| 13.                 | «Bad Love»                             | B. Kaulitz T. Kaulitz Zestovskih Becker Rosen Burger                                          | T. Kaulitz Zestovskih Becker                    | 2:53         |
| 14.                 | «Another Lover»                        | B. Kaulitz T. Kaulitz Rosen                                                                   |                                                 | 3:58         |
| 15.                 | «Berlin» (featuring VVAVES)            | B. Kaulitz T. Kaulitz Rosen                                                                   |                                                 | 3:25         |
| 16.                 | «Back to the Ocean»                    | B. Kaulitz T. Kaulitz                                                                         |                                                 | 3:49         |
| Общая длительность: | Общая длительность:                    | Общая длительность:                                                                           | Общая длительность:                             | 52:45        |

## Над альбомом работали
Tokio Hotel
- Билл Каулитц — ведущий вокал
- Том Каулитц — гитара, клавишные, бэк-вокал
- Георг Листинг — бас, бэк-вокал
- Густав Шефер — барабаны

Дополнительная запись
- Vimalavong
- VitaliZe
- VVAVES
- ÁSDÍS
- Дади Фрейр Пьетюрссон

## Чарты
| Чарт (2022)                     | Высшая позиция |
| ------------------------------- | -------------- |
| Австрия (Ö3 Austria)            | 45             |
| Бельгия/Фландрия (Ultratop)     | 153            |
| Бельгия/Валлония (Ultratop)     | 63             |
| Германия (Offizielle Top 100)   | 10             |
| Швейцария (Schweizer Hitparade) | 43             |